# Герман Раш
Герман Раш (нім. Hermann Rasch; 26 серпня 1914, Вільгельмсгафен — 10 червня 1974, Гамбург) — німецький офіцер-підводник, капітан-лейтенант крігсмаріне. Кавалер Лицарського хреста Залізного хреста.

## Біографія
8 квітня 1934 вступив на флот. У квітні 1940 року переведений в підводний флот. З вересня 1940 року — 1-й вахтовий офіцер на підводному човні U-106. 2 жовтня 1941 року призначений командиром U-106, на якому зробив 5 походів (провівши в морі в цілому 260 днів) в основному в Північну і Західну Атлантику. Найбільш успішним для Раша став його 2-й похід, під час якого він потопив протягом 3 днів 2 великих кораблі водотоннажністю 10 354 і 15 355 тонн. Всього за час бойових дій потопив 12 кораблів загальною водотоннажністю 78 553 тонн і пошкодив 2 кораблі водотоннажністю 12 885 тонн.
| Дата           | Назва корабля                     | Тип               | Тоннаж | Вантаж                                                                  | Екіпаж                    | Загинули               | Країна             | Конвой |
| -------------- | --------------------------------- | ----------------- | ------ | ----------------------------------------------------------------------- | ------------------------- | ---------------------- | ------------------ | ------ |
| 28 жовтня 1941 | King Malcolm                      | Торговий теплохід | 5,120  | Поташ                                                                   | 38                        | 38                     | Британська імперія | SC-50  |
| 30 жовтня 1941 | USS Salinas (AO-19) (пошкоджений) | Танкер-заправник  | 8,246  | Баласт                                                                  | 142                       | 0                      | США                | ON-28  |
| 24 січня 1942  | Empire Wildebeeste                | Торговий пароплав | 5,631  | Баласт                                                                  | 43                        | 9                      | Британська імперія | ON-53  |
| 26 січня 1942  | Traveller                         | Торговий пароплав | 3,963  | Генеральні вантажі, включаючи 600 тонн вибухівки                        | 52                        | 52                     | Британська імперія |        |
| 30 січня 1942  | Rochester                         | Паровий танкер    | 6,836  | Баласт                                                                  | 35                        | 4                      | США                |        |
| 3 лютого 1942  | Amerikaland                       | Торговий теплохід | 15,355 | Баласт                                                                  | 39                        | 5                      | Швеція             |        |
| 6 лютого 1942  | Opawa                             | Торговий теплохід | 10,354 | 8575 тонн морожених продуктів, генеральних вантажів та 3000 тонн свинцю | 71                        | 56                     | Британська імперія |        |
| 5 травня 1942  | Lady Drake                        | Паровий лайнер    | 7,985  | 147 пасажирів                                                           | 268 (включаючи пасажирів) | 12 (з них 6 пасажирів) | Канада             |        |
| 21 травня 1942 | Faja de Oro                       | Паровий танкер    | 6,067  | Баласт                                                                  | 37                        | 10                     | Мексика            |        |
| 26 травня 1942 | Carrabulle                        | Паровий танкер    | 5,030  | 42 307 бочок рідкого асфальту                                           | 40                        | 22                     | США                |        |
| 27 травня 1942 | Atenas (пошкоджений)              | Торговий пароплав | 4,639  | Генеральні вантажі                                                      | 72                        | 0                      | США                |        |
| 28 травня 1942 | Mentor                            | Торговий пароплав | 7,383  | 4600 тонн військових товарів, 3600 тонн припасів та 400 тонн сірки      | 86                        | 4                      | Британська імперія |        |
| 1 червня 1942  | Hampton Roads                     | Торговий пароплав | 2,689  | 3620 тонн фосфатної породи                                              | 28                        | 5                      | США                |        |
| 11 жовтня 1942 | Waterton                          | Торговий пароплав | 2,140  | 2000 тонн деревного купоросу та газетного паперу                        | 27                        | 0                      | Британська імперія | BS-31  |

З квітня 1943 року служив офіцером Адмірал-штабу в ОКМ, а в червні 1944 року був переведений 4-м офіцером Адмірал-штабу в штаб командувача підводним флотом. У жовтні 1944 року призначений командиром малого бойового з'єднання, до складу якого увійшли малотоннажні підводного човна типу «Зеегунд» і «Бібер». У травні 1945 року здався союзникам. В 1946 році звільнений. Працював журналістом в різних друкованих виданнях в Гамбурзі, Берліні та Дюссельдорфі.

## Звання
- Кандидат в офіцери (8 квітня 1934)
- Фенріх-цур-зее (1 липня 1935)
- Оберфенріх-цур-зее (1 січня 1937)
- Лейтенант-цур-зее (1 квітня 1937)
- Оберлейтенант-цур-зее (1 квітня 1939)
- Капітан-лейтенант (1 березня 1942)

## Нагороди
- Медаль «За вислугу років у Вермахті» 4-го класу (4 роки; 8 квітня 1938)
- Іспанський хрест в бронзі з мечами (6 червня 1939)
- Нагрудний знак підводника (1940)
- Залізний хрест
  - 2-го класу
  - 1-го класу (11 липня 1941)
- Відзначений у Вермахтберіхт
  - «На східному узбережжі Північної Америки німецькі підводні човни потопили 6 ворожих торгових суден загальною водотоннажністю 30 000 тонн. В цьому особливо відзначився підводний човен капітан-лейтенанта Раша.»(7 лютого 1942)
- Нагрудний знак «За поранення» в чорному (1942)
- Лицарський хрест Залізного хреста (29 грудня 1942) — за потоплення 12 і пошкодження 2 кораблів.